# Хоринский наслег (Олёкминский район)
Хоринский наслег — сельское поселение в Олёкминском районе Якутии Российской Федерации.
Административный центр — село Хоринцы.

## История
Статус и границы сельского поселения установлены Законом Республики Саха (Якутия) от 30 ноября 2004 года N 173-З N 353-III «Об установлении границ и о наделении статусом городского и сельского поселений муниципальных образований Республики Саха (Якутия)».

## Население
| 2002 | 2010 | 2011 | 2012 | 2013 | 2014 | 2015 |
| ---- | ---- | ---- | ---- | ---- | ---- | ---- |
| 786  | ↗812 | ↘811 | ↘793 | ↘764 | ↘742 | ↘739 |
| 2016 | 2017 | 2018 | 2019 | 2020 | 2021 |      |
| ↗742 | ↘730 | ↘707 | ↘706 | ↘699 | ↗700 |      |

## Состав сельского поселения
| № | Населённый пункт | Тип населённого пункта       | Население |
| - | ---------------- | ---------------------------- | --------- |
| 1 | Балаганнах       | посёлок                      | ↘57       |
| 2 | Мекимдя          | посёлок                      | →0        |
| 3 | Хоринцы          | село, административный центр | ↘603      |